# Поризм Понселе
Поризм Понселе — класична теорема проєктивної геометрії. Названий на честь Жан-Віктора Понселе.

## Історія
Поризм Понселе відкрив французький математик Жан-Віктор Понселе в 1812—1814 роках, коли він перебував у полоні в Саратові. Там він написав (переважно) свій трактат про проєктивні властивості фігур, а також трактат з аналітичної геометрії (сім зошитів, виданих згодом — у 1862—1864 роках — під назвою «Applications d’Analyse et de Géometrie»)[джерело?].
Окремий випадок для трикутників випливає з теореми Ейлера.

## Формулювання
Нехай {\displaystyle A_{1}A_{2}\ldots A_{n}} — многокутник з {\displaystyle n} різними вершинами, вписаний у коніку {\displaystyle C} та описаний навколо іншої коніки {\displaystyle \Gamma }. Тоді для будь-яких точок {\displaystyle B_{1},B_{2}} коніки {\displaystyle C}, таких, що {\displaystyle B_{1}\neq B_{2}} і {\displaystyle B_{1}B_{2}} дотикається {\displaystyle \Gamma }, існує многокутник {\displaystyle B_{1}B_{2}\ldots B_{n}}, вписаний у {\displaystyle C} та описаний навколо {\displaystyle \Gamma }.

### Зауваження
- Якщо коніка є колом, многокутники, вписані в одне коло й описані навколо іншого називають біцентричними многокутниками, так що це — особливий випадок поризму Понселе, який можна виразити лаконічно, враховуючи, що кожен біцентричний многокутник є частиною нескінченної множини біцентричних многокутників відносно одних і тих самих двох кіл[2]:p. 94.

## Алгебричне доведення
Розглянемо множину пар вигляду «точка на зовнішній коніці й дотична, проведена з неї до внутрішньої». Цю множину можна визначити алгебричним рівнянням у добутку проєктивної площини і двоїстої до неї (тобто множини прямих на початковій площині), який є проєктивним завдяки вкладенню Сегре. Зрозуміло, що в загальній конфігурації отриманий алгебричний многовид буде невиродженою кривою. Обчислимо її рід за формулою Рімана — Гурвіца: цей многовид природно (відображенням забування прямої) проєктується на зовнішній конічний перетин, причому над спільною точкою висітиме два прообрази, і тільки в чотирьох точках — точках перетину конічних перетинів, існування яких гарантується теоремою Безу, — він має один прообраз, тобто він розгалужений у цих чотирьох точках, і лише в них. Отже, ейлерова характеристика накривної кривої дорівнює {\displaystyle 2(2-4)+4=0}, тобто крива має рід 1 і, в силу невиродженості, є еліптичною кривою.
Стартуватимемо з якоїсь точки, проводячи дотичні. Маючи виділену точку старту та напрямок обходу, ми отримуємо послідовність пар типу «точка на зовнішній коніці та дотична, проведена з неї до внутрішньої». Зауважимо, що одній невиродженій точці на зовнішній коніці відповідають дві точки на еліптичній кривій (відповідні двом дотичним, що виходять з неї), і сума їх як точок еліптичної кривої дає відображення із зовнішньої коніки в еліптичну криву, яке є відображенням у точку, оскільки може бути піднятим на універсальну накривну — комплексну площину, де, через компактність сфери, воно буде обмеженим і, за теоремою Ліувілля, сталим. Отже, перекидання дотичної, що виходить з однієї точки, задається відображенням {\displaystyle x\mapsto \xi -x}, де {\displaystyle \xi } — стала. Аналогічно, перекидання точки, що лежить на дотичній, має вигляд {\displaystyle x\mapsto \zeta -x}, а їх композиція, таким чином, має вигляд {\displaystyle x\mapsto \zeta -\xi +x}; але композиція — це побудова наступної сторони ланцюга за попередньою, і замикання ланцюга рівносильне тому, що {\displaystyle \zeta -\xi } лежить у скруті еліптичної кривої як групи за додаванням, і, отже, не залежить від початкової точки; так само від неї не залежить і порядок скруту, тобто число кроків, за яке ланцюг замкнеться.

## Варіації та узагальнення

### Теорема Келі
Нехай {\displaystyle f} — коло {\displaystyle x^{2}+y^{2}=1}, а {\displaystyle g} — еліпс {\displaystyle ax^{2}+by^{2}=1}. Тоді умова зациклювання ланцюга задається в термінах ряду Тейлора функції {\displaystyle {\sqrt {(a^{2}+t)(b^{2}+t)(1+t)}}=c_{0}+c_{1}t+c_{2}t^{2}+\dots }. (Кожен коефіцієнт {\displaystyle c_{i}} обчислюється через {\displaystyle a} і {\displaystyle b} наприклад, {\displaystyle c_{0}=ab}.) А саме:
1. Ланцюг Понселе пари {\displaystyle f} і {\displaystyle g} зациклюється за {\displaystyle 2m+1} кроків тоді й лише тоді, коли
{\displaystyle {\begin{vmatrix}c_{2}&\dots &c_{m+1}\\\vdots &&\vdots \\c_{m+1}&\dots &c_{2m}\end{vmatrix}}=0.}
2. Ланцюг Понселе пари {\displaystyle f} і {\displaystyle g} зациклюється за {\displaystyle 2m} кроків тоді й лише тоді, коли[3]
{\displaystyle {\begin{vmatrix}c_{3}&\dots &c_{m+1}\\\vdots &&\vdots \\c_{m+1}&\dots &c_{2m-1}\end{vmatrix}}=0.}

### Теорема Шварца
Нехай {\displaystyle A_{0}A_{1}\dots } — ланцюг Понселе. Позначимо через {\displaystyle \ell _{i}} пряму {\displaystyle A_{i}A_{i+1}} і розглянемо точки перетину {\displaystyle B_{i,j}=\ell _{i}\cap \ell _{j}} . Тоді для будь-якого цілого {\displaystyle k}
1. Усі точки {\displaystyle B_{i,i+k}} лежать одному конічному перетині.
2. Усі точки {\displaystyle B_{i,k-i}} лежать одному конічному перетині.

### Багатовимірний аналог
Алгебричне підтвердження теореми Понселе спирається на те, що перетин двох квадрик у тривимірному проєктивному просторі — це еліптична крива. 1972 року Майлз Рід у своїй дисертації довів узагальнення цього факту. Саме теорема Ріда стверджує, що многовид, який параметризує лінійні {\displaystyle (n-1)}-вимірні підпростори в {\displaystyle (2n+1)}-вимірному проєктивному просторі, що лежать на перетині двох {\displaystyle 2n}-вимірних квадрик (за умови, що цей перетин неособливий), є якобієвим многовидом деякої гіпереліптичної кривої (розгалуженого подвійного накриття раціональної кривої). Цю гіпереліптичну криву можна побудувати як геометричне місце {\displaystyle (n-1)}-вимірних підпросторів на перетині двох квадрик, які перетинають деякий фіксований {\displaystyle (n-1)}-вимірний підпростір, що також лежить на перетині квадрик, за підпростором розмірності не менше {\displaystyle n-2}. Якщо ці квадрики зведені до головних осей (тобто мають однорідні рівняння
{\displaystyle z_{0}^{2}+z_{1}^{2}+\dots +z_{2n+1}^{2}=0,}
{\displaystyle b_{0}z_{0}^{2}+b_{1}z_{1}^{2}+\dots +b_{2n+1}z_{2n+1}^{2}=0}
для деяких коефіцієнтів {\displaystyle b_{0},b_{1},\dots b_{2n+1}}), то ця крива біраціонально ізоморфна кривій, заданій рівнянням
Донагі зауважив, що закон додавання на такому многовиді можна визначати геометрично. Саме, якщо {\displaystyle Q} — якась квадрика з пучка, породженого нашими двома квадриками (позначимо їх як {\displaystyle Q_{1}} і {\displaystyle Q_{2}}), {\displaystyle E_{1}} і {\displaystyle E_{2}} — два {\displaystyle n}-вимірних підпростори, що лежать на {\displaystyle Q} і належать до одного й того ж зв'язного сімейства, і {\displaystyle E_{i}} висікає на перетині двох квадрик два {\displaystyle (n-1)}-вимірних підпростори {\displaystyle \ell _{i1}} і {\displaystyle \ell _{i2}}, то додавання однозначно визначається правилом {\displaystyle \ell _{11}+\ell _{12}=\ell _{21}+\ell _{22}} (і вибором нуля). Наприклад, якщо {\displaystyle n=1}, додавання точок на еліптичній кривій визначається так. Виберемо точку {\displaystyle O} як нуль. Для того, щоб додати точки {\displaystyle A} і {\displaystyle B}, проведемо пряму {\displaystyle AB} і розглянемо квадрику з пучка, на якій ця пряма лежить (така квадрика єдина і її можна побудувати, наприклад, як об'єднання січних прямої {\displaystyle AB}, що двічі перетинають еліптичну криву). Пряма {\displaystyle AB}, як твірна двовимірної квадрики, належить до однопараметричного зв'язного сімейства. Виберемо із цього сімейства пряму {\displaystyle p}, що проходить через точку {\displaystyle O}. Друга точка перетину прямої {\displaystyle p} з еліптичною кривою і буде шуканою сумою {\displaystyle A+B}.